# Половинский сельсовет (Половинский район)
Полови́нский сельсовет — упразднённые административно-территориальная единица и муниципальное образование со статусом сельского поселения в составе Половинского района Курганской области.
Административный центр — село Половинное.
9 января 2022 года сельсовет был упразднён в связи с преобразованием муниципального района в муниципальный округ.

## Географическое положение
Граничит: на западе — с Хлуповским, на севере — с Ново-Байдарским, на северо-востоке — с Васильевским, на востоке — с Чулошненским сельскими поселениями, на юге и юго-западе — с Костанайской и Северо-Казахстанской областями Казахстана.

## История
В соответствии с Законом Курганской области от 6 июля 2004 года № 419 сельсовет наделён статусом сельского поселения.
Законом Курганской области от 20 сентября 2018 года N 103, в состав Половинского сельсовета были включены все населённые пункты упразднённых Менщиковского, Новобайдарского, Хлуповского и Чулошненского сельсоветов.

## Население
| 1926  | 1989  | 2002  | 2004  | 2010  | 2012  | 2013  |
| ----- | ----- | ----- | ----- | ----- | ----- | ----- |
| 3781  | ↗5628 | ↗5835 | ↗6281 | ↘5105 | ↘5050 | ↘4977 |
| 2014  | 2015  | 2016  | 2017  | 2018  | 2019  | 2020  |
| ↘4921 | ↘4828 | ↗4845 | ↗4875 | ↗4971 | ↘4908 | ↗6306 |
| 2021  |       |       |       |       |       |       |
| ↘4960 |       |       |       |       |       |       |

## Состав сельского поселения
| №  | Населённый пункт | Тип населённого пункта       | Население |
| -- | ---------------- | ---------------------------- | --------- |
| 1  | Дубровка         | деревня                      | ↘107      |
| 2  | Петровка         | деревня                      | ↘97       |
| 3  | Половинное       | село, административный центр | ↘3791     |
| 4  | Трубецкой        | посёлок                      | ↘32       |
| 5  | Филиппово        | деревня                      | ↘224      |
| 6  | Александровка    | деревня                      | ↘23       |
| 7  | Менщиково        | село                         | ↘108      |
| 8  | Жилино           | деревня                      | ↘161      |
| 9  | Марай            | деревня                      | ↘310      |
| 10 | Новые Байдары    | село                         | ↘159      |
| 11 | Хлупово          | село                         | ↘486      |
| 12 | Новая Украинка   | деревня                      | ↘68       |
| 13 | Успенка          | деревня                      | ↘97       |
| 14 | Чулошное         | село                         | ↘378      |

## Связь
Все населённые пункты связаны автобусным сообщением с Половинным. Половинное и Трубецкой имеют железнодорожную связь с областным центром, Половинное также имеет автобусный маршрут до Кургана.
В последнее время автобусная связь с сёлами Филлипово, Петровка и Трубецкой под вопросом, однако до сих пор осуществляется.